# Wolfella caternaultii
Wolfella caternaultii är en insektsart som beskrevs av Maximilian Spinola 1850. Wolfella caternaultii ingår i släktet Wolfella och familjen dvärgstritar. Inga underarter finns listade i Catalogue of Life.